# Dorgay Károly
Dorgay Károly (Mátészalka, 1816. – 1876. január ?.) az 1848–49-es forradalom és szabadságharc honvéd századosa. Ükunokája Kriveczky Bėla régész.

## Élete
1816-ban született Mátészalkán, köznemesi családban. 1835-től katonáskodott.
Az 1848–49-es forradalom és szabadságharc kitörésekor a 39. gyalogezred hadfogadó őrmestere volt. A Nemzetőrség szervezésekor, Rainagl Richárd 39. (Dom Miguel) gyalogezredbeli hadnagy segédtisztje lett. 
1848. augusztus 31-én leszerelt, de a Szatmár vármegyei nemzetőrök kiképzésében oktató altisztként továbbra is szerepet vállalt.
1848 októberében a Pongrácz László irányítása alá tartozó nemzetőrzászlóalj hadnagyává nevezték ki, majd egy Szatmárban megalakuló védzászlóalj századosa lett.
1849. április 29-én a Wesselényi-kastélyban tartott haditanácson a tisztikar nagy része úgy döntött, hogy leteszik a fegyvert az oroszok előtt. A sereg egy része elindult Nagybánya felé. Hogy Dorgay hazajött-e, s hogy a haditörvényszék hogyan ítélkezett felette, erről nincs adatunk, ami biztos, hogy valamikor visszatért Mátészalkára, ahol postamesteri hivatalt töltött be.
1876 januárjában halt meg. Sírja Mátészalkán található.
Ükunokája: Kriveczky György (1963) ügyvéd, demokrata